# ميشيل كورنيور
ميشيل كورنيور هي رسامة رسوم متحركة وكاتبة سيناريو ومخرجة كندية، ولدت في 14 نوفمبر 1943 في Saint-Joseph-de-Sorel ‏ في كندا.

## وصلات خارجية
- ميشيل كورنيور على موقع IMDb (الإنجليزية)
- ميشيل كورنيور على موقع ألو سيني (الفرنسية)
- ميشيل كورنيور على موقع أول موفي (الإنجليزية)
- ميشيل كورنيور على موقع قاعدة بيانات الفيلم (الإنجليزية)
- ميشيل كورنيور على موقع كينوبويسك (الروسية)